# Warja Lavater
Warja Lavater, née le 28 septembre 1913 à Winterthour et morte le 3 mai 2007 à Zurich, est une peintre, illustratrice et auteur suisse.

## Biographie

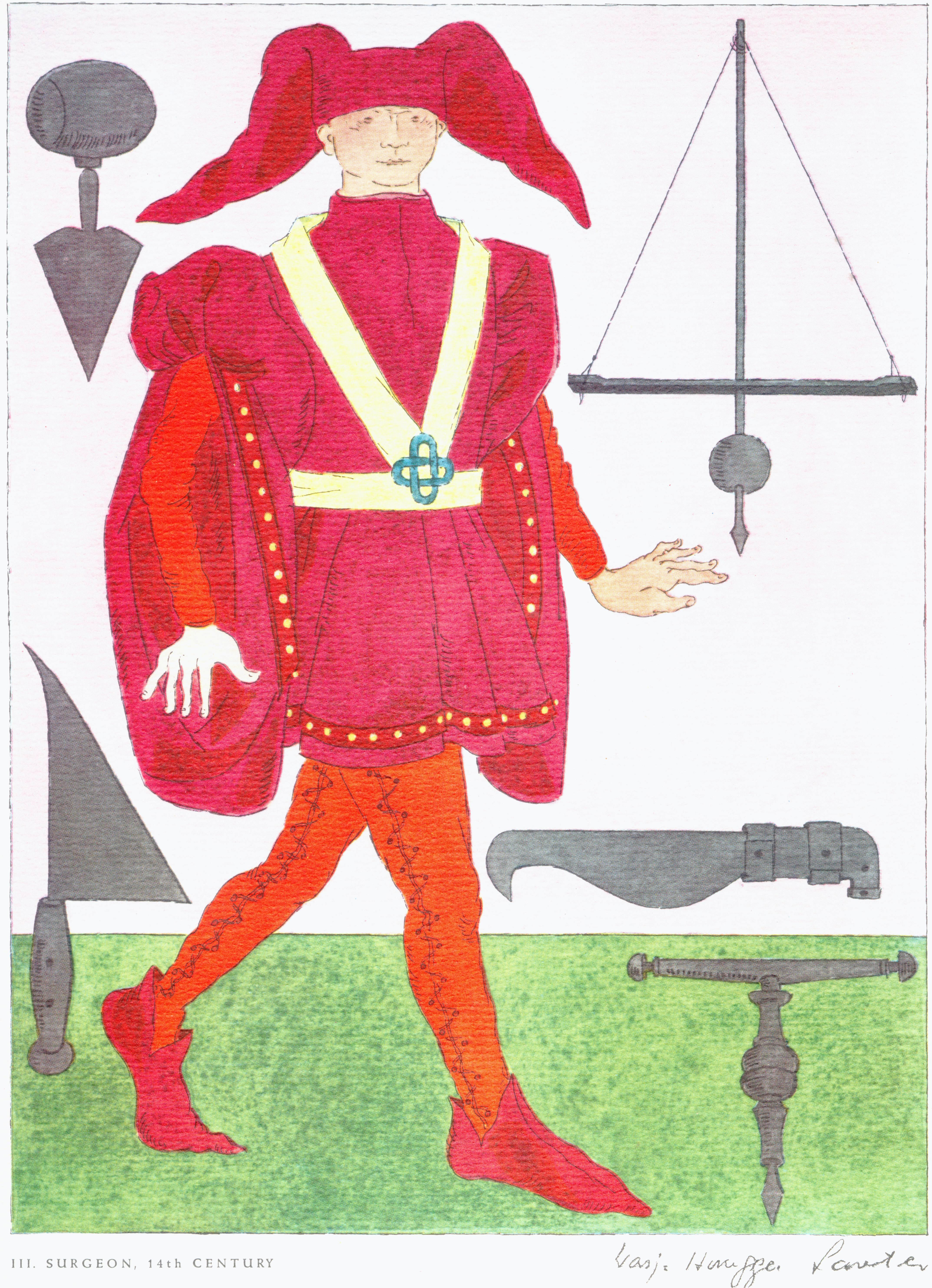
Surgeon, Century from 2300 years of medical costume (1962) by Warja Honegger-Lavater

Elle passe son enfance en Russie puis en Grèce et en Suisse. Elle fait ses études d'arts graphiques à l'École des Beaux-Arts de Zurich dont elle sera diplômée. Par la suite, elle continue ses études dans plusieurs villes d'Europe : à Bâle, Stockholm, Paris et Londres.
Elle se marie avec Gottfried Honegger et, ensemble, ils fondent un atelier d'art appliqué en 1937. Elle assure la rédaction, l'illustration, la typographie et les couvertures de la revue Jeunesse Magazine de 1944 à 1958, tout en travaillant parallèlement à la réalisation d'œuvres graphiques.
En 1958 elle quitte Zurich pour s'installer à New York : la rencontre avec les peintes new-yorkais d'alors, et la prégnance des signaux et des codes dans la ville et leur lecture immédiate, vont orienter la suite de son travail.  Elle fréquente assidument le MOMA et rencontre le directeur, Alfred Baar, qui devient son éditeur exclusif aux États-Unis, tandis qu'Adrien Maeght le devient pour l'Europe. En 1961, la famille s'installe à Paris
En 1960, elle se lance dans l'illustration de son premier livre dépliant (Guillaume Tell) puis, à partir de 1965 s'attaque aux contes traditionnels (Le Petit Chaperon rouge), d'abord publiés aux États-Unis, où elle séjournera pendant un an, puis en Suisse, puis en France par les éditions des ateliers Arte Adrien Maeght. Elle parle d'imageries pour désigner les versions picturales géométriques de ses dessins, en particulier de ses contes populaires. Dans ces livres, où les histoires sont racontées à travers un langage imagé, un signe, un symbole, ayant reçu une signification, deviennent écriture et illustration en même temps. Ainsi, Le Petit Chaperon rouge se présente sous forme d'une bande de 4,74 mètres couverte de points, qui se replie sous forme d'accordéon pour constituer les pages.
Les livres sont imprimés en lithographie originale en dix couleurs. Un certain nombre d'entre eux sont toujours disponibles chez l'éditeur.
Elle est enterrée au cimetière de Fluntern à Zurich. 

## Quelques œuvres
- Wilhelm Tell, Bâle, Basilius, 1962
- Le Petit Chaperon rouge, Adrien Maeght éditeur, 1965
- Le Petit Poucet, Adrien Maeght éditeur, 1965
- Blanche Neige, Adrien Maeght éditeur,1974
- Cendrillon, Adrien Maeght éditeur, 1976
- La Belle au bois dormant, Adrien Maeght éditeur,1982
- Tanabata, Adrien Maeght éditeur,
- Kaguyahime, Adrien Maeght éditeur,
- Ourasima Adrien Maeght éditeur, 1991
- La Mélodie du Tur di di, Adrien Maeght éditeur,
- Passion et raison, Adrien Maeght éditeur,
- Ergo, Adrien Maeght éditeur,
- Le Miracle des roses, Adrien Maeght éditeur
- Spectacle, Adrien Maeght éditeur, 1990
- La Fable du hasard, Adrien Maeght éditeur,

## Prix et distinctions
- 1994 : (international) « Honour List »[6] de l' IBBY pour Ourasima

## Documentation
- Denise Escarpit, « Nous avons rencontré Warja Lavater », Nous voulons lire, n°76, octobre 1988, p. 47-54
- Bernadette Gromer, « Entretien avec Warja Lavater », La revue des livres pour enfants (BNF / Centre national de la littérature pour la jeunesse), n° 137-138, hiver 1991, p. 40-48 - Lire en ligne (consulté le 17 août 2016)
- Marie-Elisabeth Rouchy, « Warja Lavater », Télérama, n°2256, 7 avril 1993, p. 16-17
- Christophe Meunier, « Les imageries de Warja Lavater : une mise en espace des contes », Les territoires de l'album. L'espace dans les livres pour enfants, 18 janvier 2013 - LIre en ligne (consulté le 17 août 2016)